# Bonner Hütte (Villgratner Berge)
Die Bonner Hütte, auch Pfannhornhütte (italienisch Rifugio Corno di Fana) genannt, ist eine 2340 m s.l.m. hoch gelegene, private Alpenhütte am Pfannhorn unweit der Grenze zu Osttirol bei Toblach in Südtirol. Ihre Wiedereröffnung fand am 30. Juni 2007 statt.
Zur Unterscheidung von der Neuen Bonner Hütte in den Gurktaler Alpen wird sie auch als „alte“ Bonner Hütte bezeichnet.

## Geschichte
1893 plante die Sektion Hochpustertal des Deutschen und Österreichischen Alpenvereins bereits die erste Hütte an dieser Stelle. 1896 wurde die Übernahme der Kosten durch die Sektion Bonn beschlossen. Am 23. August 1897 wurde die Bonner Hütte feierlich eingeweiht. Nach dem Ersten Weltkrieg wurde die Hütte in Italien enteignet und bis 1971 für militärische Zwecke genutzt. Danach stand sie leer und verfiel.
2001 gelangte die Ruine der Bonner Hütte ins Eigentum der Gemeinde Toblach, die sie 2006 für 25 Jahre einem gelernten Tischler überließ, der die Hütte wieder instand setzte. Sie bietet seither Übernachtungsmöglichkeiten für 25 Personen.